# Вони!
«Вони!» (англ. Them!) — чорно-білий американський науково-фантастичний фільм з елементами фільму жахів, поставлений у 1954 році режисером Дугласом Гордоном.
«Вони!» є однією з перших кінострічок, що підняла тему можливих небезпечних наслідків випробувань ядерної зброї. Фільм був номінований на премію «Оскар» в категорії Найкращі спецефекти, і значною мірою визначив напрям розвитку кінофантастики та жахів майже на 15 років — услід за ним було знято безліч фільмів про велетенських чудовиськ. Прем'єра фільму відбулася в Нью-Йорку 16 червня 1954 року; широкий прокат почався 19 червня. Фільм став найбільш комерційно успішним фільмом студії Warner Bros. у 1954 році, його збори в США склали 2,2 мільйона доларів.

## Сюжет
У пустелі Нью-Мексико поліцейські сержант Бен Пітерсон і його колега Ед Блекберн знаходять дівчинку в стані глибокого шоку, що втратила дар мови. Вони також знаходять розгромлений пасажирський трейлер та розорену крамницю, а також декілька мертвих тіл. Блекберн, залишившись у крамниці, гине в зіткненні з невідомим ворогом. Судмедексперт говорить, що в тілі однієї жертви міститься мурашина кислота в кількості, здатній убити 20 людей. На місце трагедії прибувають доктор Медфорд, направлений міністерством сільського господарства, і його донька Патриша. Медфорд вивчає сліди та підносить до носа дівчинки флакон з мурашиною кислотою, стежачи за її реакцією. У паніці дівчинка кричить: «Вони! Вони»! Медфорд спочатку приховує жахливу гіпотезу, яку він вивів з останніх подій. Але поява в пустелі велетенської 2,5-метрової мурахи підтверджує її незаперечно. Радіація, викликана вибухом першої атомної бомби в пустелі в 1945-му, породила жаливі мутації серед мурах.
У наступні кілька годин армійські частини виявляють мурашник і знищують його фосфорними бомбами та гранатами з ціанідом. Патриша спускається всередину мурашника і, разом з батьком, приходить до висновку, що дві крилаті королеви врятувалися повітрям. Їх обов'язково необхідно знайти і знищити, оскільки вони здатні відкладати яйця. Медфорд показує документальний фільм про мурашок високопоставленим чиновникам у Вашингтоні, щоб ті повною мірою відчули масштаб небезпеки, навислої над людством через появу нової раси велетенських комах. Він вимагає засекретити операцію, щоб не сіяти паніку в країні.
Корабель, на якому відклала яйця одна королева, топлять сили ВМС. Стає відомо, що в Каліфорнії зникла величезна партія цукру. Пошуки ведуться в цьому районі. Місцевий житель гине, а двоє його дітей зникають безслідно. Усе вказує на те, що новий розсадник розташований в каналізаційній мережі. У Лос-Анджелесі оголошений воєнний стан. Двох переляканих дітей знаходять неподалік мурашника. Бен Пітерсон жертвує життям заради їхнього порятунку. Чудовиськ винищують вогнеметами, і доктор Медфорд відмічає, що перший атомний вибух трохи відкрив двері в незвіданий світ.

## У ролях
| • Джеймс Вітмор  | … | сержант Бен Пітерсон            |
| • Едмунд Гвенн   | … | доктор Гарольд Медфорд          |
| • Джоан Велдон   | … | доктор Патриша Медфорд          |
| • Джеймс Арнесс  | … | Роберт Грем                     |
| • Онслоу Стівенз | … | генерал О'Браєн                 |
| • Шон Макклорі   | … | майор Кіббі                     |
| • Кріс Дрейк     | … | Ед Блекберн                     |
| • Сенді Дешер    | … | дівчинка                        |
| • Олін Гаулін    | … | п'яниця в лікарні               |
| • Фесс Паркер    | … | льотчик у психіатричній лікарні |

## Виробництво
Згідно з оригінальним задумом, фільм мав бути знятий в кольорі і тривимірному форматі. У останню хвилину скорочення бюджету змусило творців фільму працювати з чорно-білою плівкою.
На підготовчій стадії виробництва стрічки були побудовані дві велетенські механічні мурахи, щоб уникнути використання фотографічних спецефектів, украй складних для створення в тривимірному форматі. Вони були використані в чорно-білих кадрах. Лише початкові титри на перших копіях фільму збереглися в кольорі.

### Знімальна група
- Автор сценарію — Тед Шердеман, Рассел Г'юз, за сюжетом Джорджа Вортінга Єйтса
- Режисер-постановник — Гордон Дуглас
- Продюсер — Девід Вейсбарт
- Оператор — Сід Гікокс
- Композитор — Броніслав Капер
- Монтаж — Томас Рейлі
- Артдиректор — Стенлі Фляйшер
- Художник-декоратор — Г. В. Бернстен
- Звук — Френсіс Дж. Шейд

## Нагороди та номінації
| Список нагород та номінацій         | Список нагород та номінацій | Список нагород та номінацій | Список нагород та номінацій | Список нагород та номінацій | Список нагород та номінацій |
| Кінопремія                          | Рік                         | Категорія                   | Номінант(и)                 | Результат                   |                             |
| ----------------------------------- | --------------------------- | --------------------------- | --------------------------- | --------------------------- | --------------------------- |
| Премія Оскар                        | 1955                        | Найкращі візуальні ефекти   | Вони!                       | Номінація                   |                             |
| Товариство аудіомонтажерів кіно США | 1955                        | Найкращий монтаж звуку      | Вони!                       | Перемога                    |                             |